# Rhegmoclemina vaginata
Rhegmoclemina vaginata är en tvåvingeart som först beskrevs av Lundstrom 1910.  Rhegmoclemina vaginata ingår i släktet Rhegmoclemina och familjen dyngmyggor. Inga underarter finns listade i Catalogue of Life.